# دنيس بيرد (لاعب كرة قدم أمريكية)
دنيس بيرد (بالإنجليزية: Dennis Byrd)‏ هو لاعب كرة قدم أمريكية أمريكي، ولد في 31 أغسطس 1946 في Pleasant Garden, North Carolina ‏ في الولايات المتحدة، وتوفي في 22 يوليو 2010 في تشارلوت في الولايات المتحدة.

## وصلات خارجية
- دنيس بيرد على موقع مرجع كرة القدم المحترفة.كوم (الإنجليزية)
- دنيس بيرد على موقع قاعة كارولاينا الشمالية للمشاهير الرياضية (الإنجليزية)